# David Lightbown
David Lincoln Lightbown (30 novembre 1932 - 12 décembre 1995) est député conservateur du South East Staffordshire de 1983 jusqu'à sa mort en 1995 à l'âge de 63 ans (il fait une crise cardiaque en regardant un match de rugby). L'élection partielle qui en a résulté pour son siège est remportée par le candidat du Parti travailliste Brian Jenkins.
Pendant son mandat au Parlement, Lightbown est whip du gouvernement. Son physique imposant et sa réputation de méthodes robustes lui ont valu d'être qualifié de «Terminator» .